# Estación de Sakura-shimmachi
Sakura-shimmachi (桜新町駅 Sakura-shinmachi-eki?) es una estación de ferrocarril ubicada en el barrio especial de Setagaya, Tokio. Es propiedad de la compañía Tokyu y forma parte de la línea Den-en-toshi. Su código alfanumérico es DT05.

## Historia
En 1907, la estación se inaugura como parada de tranvía de la extinta compañía de Ferrocarriles de Tamagawa. Tras la adquisición de esta empresa por parte de Tokyu, la línea fue renombrada como "línea Tokyu Tamagawa". Este servicio se prolongaría hasta el año 1969 cuando se suprime en vistas de crear una línea de ferrocarril de discurriese bajo las calles por donde antes circulaba el tranvía. La parada queda clausurada hasta su reapertura en 1977 como parte de la línea de cercanías Shin-Tamagawa.  En el año 2000, esta es absorbida por la línea Den-en-toshi. A partir de 2007, se permite el uso en esta estación de la tarjeta inteligente de transportes "PASMO". Además, en 2018 se instalan las puertas de andén.

## La estación
Se trata de una estación subterránea que cuenta con total de dos andenes de vía única que se encuentra cada uno en las plantas -1 y -2. 

## Servicios ferroviarios
| procedencia/destino              | < estación | Línea | estación >       | destino/procedencia                 |
| -------------------------------- | ---------- | ----- | ---------------- | ----------------------------------- |
| Saginuma・Nagatsuta・Chuo-rinkan | Yoga       |       | Komazawa-daigaku | Shibuya・Oshiage(Skytree)・Kasukabe |

## Galería de fotos

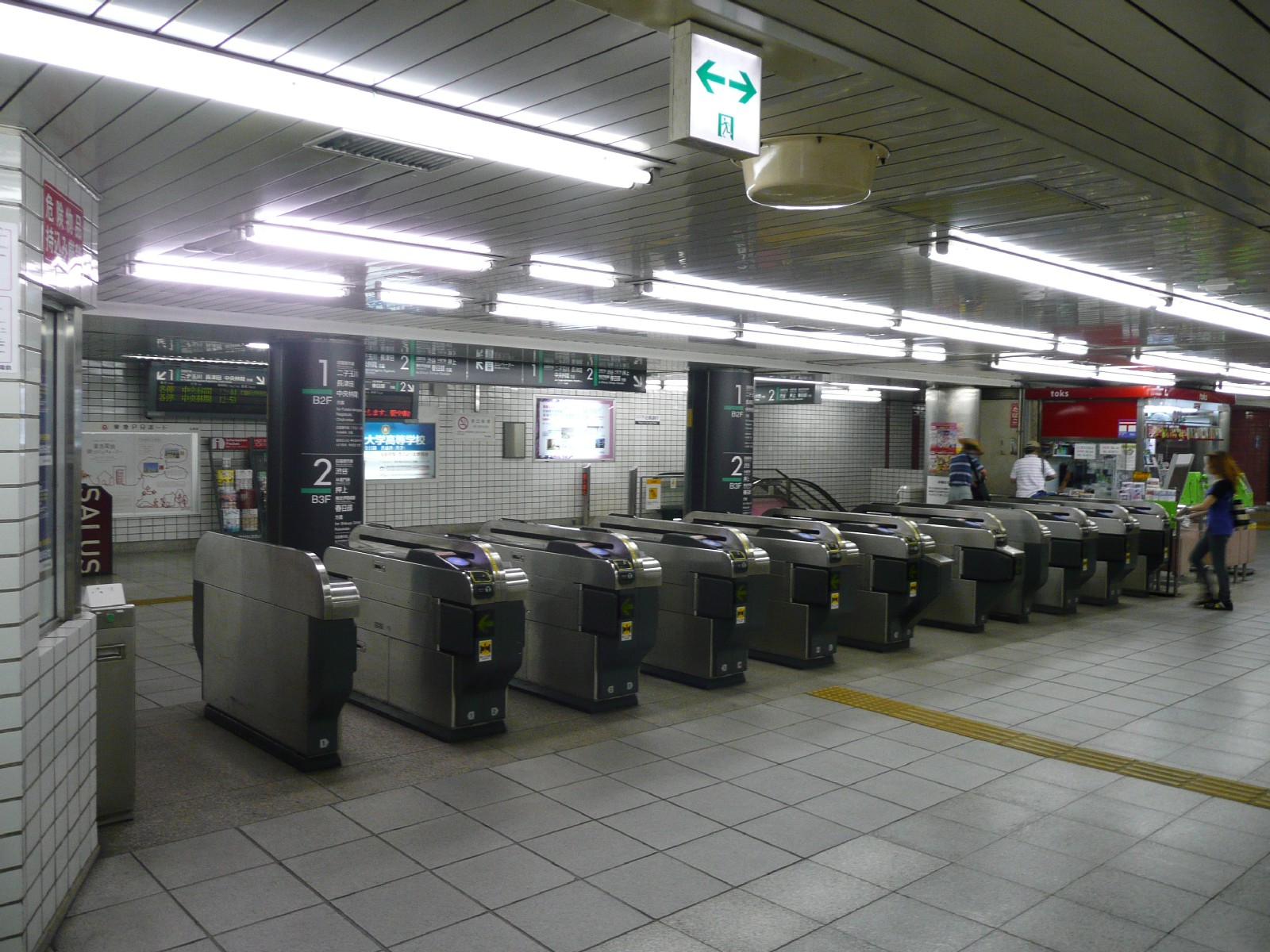
Tornos de entrada
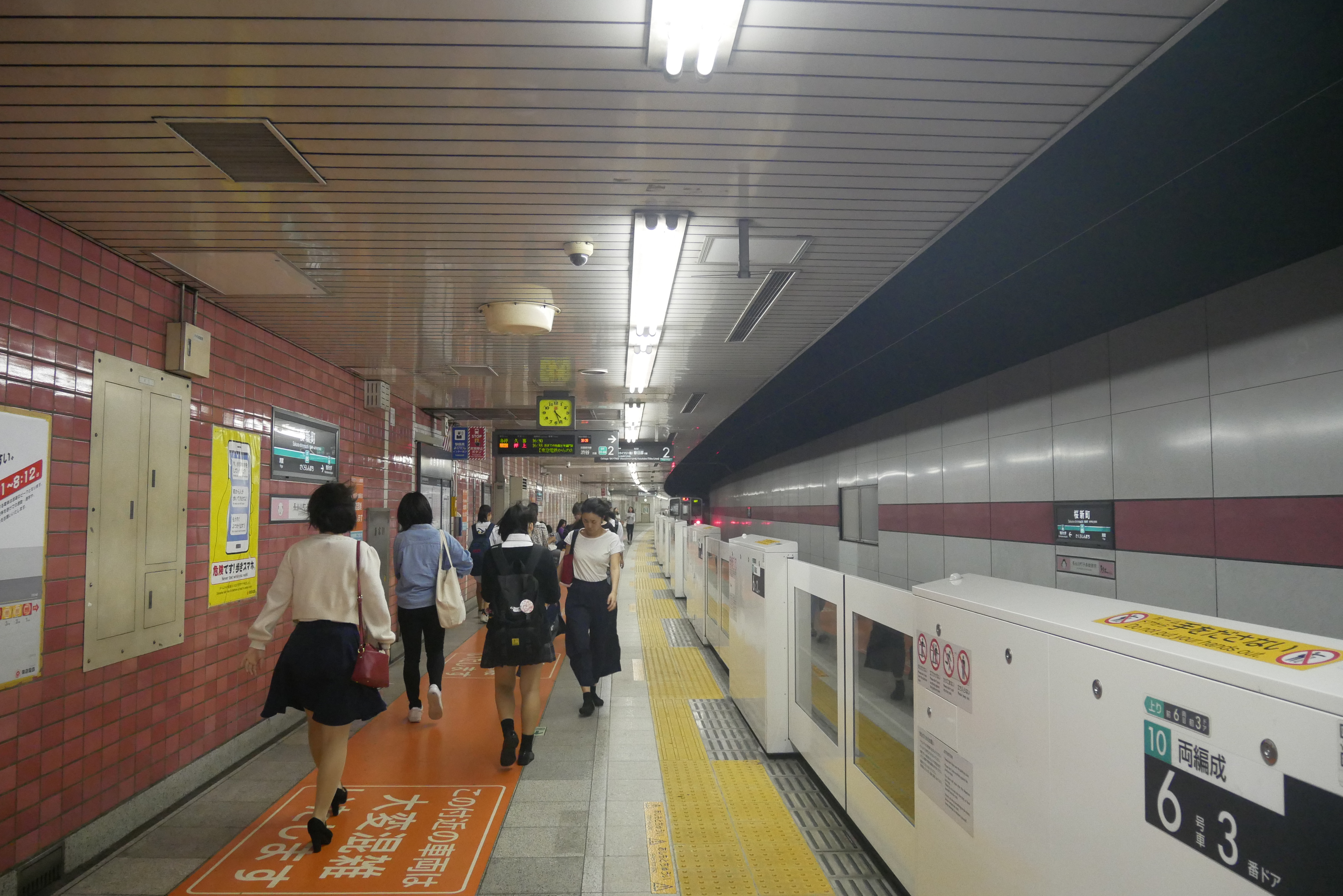
Andén 2